# Кейтерем (команда Формулы-1)
Кейтерем (англ. Caterham F1 Team; название компании 1Malaysia F1 Team, часто имя транскрибируют как Катерхэм) — малайзийская автогоночная команда, участница чемпионата мира Формулы-1 с сезона 2010 года. Базировалась в Великобритании.
В сезоне 2010 года выступала под именем Lotus Racing, в сезоне 2011 под историческим именем Team Lotus. В 2011 году владелец команды Тони Фернандес выкупил британского производителя спорткаров Caterham Cars, в конце сезона было объявлено о переименовании команды Lotus Racing в Caterham F1 Team.
Команде досталось место после того, как BMW объявила об уходе из Формулы-1 по окончании сезона 2009 года и не подписала Договор Согласия. Lotus Racing стала последней новой командой Формулы-1, после Virgin Racing и HRT, получившей право выйти на старт чемпионата мира.

## Персонал
Датук Сери Тони Фернадес, основатель и управляющий базирующейся в Малайзии инвестиционной компании Tune Ventures, владелец авиакомпании AirAsia, является основателем команды. До 7 ноября 2012 года занимал пост руководителя команды.
8 ноября 2012 года пост руководителя команды занял Сирил Абитебул. Он будет совмещать этот пост с постом исполнительного директора команды, на который он был назначен 21 сентября 2012 года.
Майк Гаскойн — технический директор команды.
Риад Асмат — исполнительный директор команды. Риаду Асмату 38 лет, ранее работал в менеджменте Proton, в качестве генерального директора. В 2006 году Асмату поручили автоспортивную программу Proton. Включая R3 и Proton Axle Team. Риад также был привлечён к управлению командой Малайзии в серии А1 Гран-при. Кит Сонт был представлен в качестве главного операционного директора команды и был выбран для управления техническим подразделением в Великобритании, став непосредственным начальником Майка Гаскойна. Сонту поручено день за днём наблюдать за технической работой на нынешней базе команды в Хингеме. Его предыдущий опыт включает в себя главные посты в Team Lotus, Benetton, Renault и сравнительно недавно в Red Bull Racing, где он был главным операционным директором команды и руководителем Red Bull Technology.
Оксана Косаченко — коммерческий директор команды. Должность занимала с 1 февраля 2013 года.

## Расположение
С 2010 по август 2012 года команда базировалась на заводе RTN (Racing Technology Norfolk Ltd.) в британском Норфолке, в 13 километрах от фабрики Lotus Cars.
В январе 2012 года командой было объявлено о том, что она планирует перенести свою основную базу из Хингхема в Лифилд (Оксфордшир, Великобритания). В своё время, в этом месте — Технический центр Лифилда (англ. Leafield Technical Centre) — была база команды Формулы-1 Arrows (вплоть до 2002 года, когда команда прекратила своё существование). С 2006 по 2008 год — здесь базировалась команда Формулы-1 Super Aguri F1.
20 августа 2012 года команда завершила свой переезд на новую базу в Лифилде.
Технический центр по разработке и производству расположен рядом с автодромом Сепанг, Малайзия.

## История
Lotus Racing управляется 1Malaysia F1 Team Sdn. Bhd. — объединением правительства Малайзии и консорциума малайзийских компаний таких как Proton (которая владеет Lotus Cars), Международная трасса Сепанга, AirAsia, Naza Motors, Ассоциация моторных видов спорта Малайзии и Автомобильная ассоциация Малайзии. Тем не менее малайзийское правительство подчёркивает, что правительство не собирается напрямую финансировать команду и то что инвестиции идут через компанию Proton. Этот проект является частью инициативы 1Malaysia, призванная содействовать единству малайцев.
Команда была образована после того как команда Litespeed F3 провела переговоры с Тони Фернандесом. Litespeed подавала собственную заявку на участие в сезоне 2010 года под названием Team Lotus, но она не была одобрена.
Это означает возвращение имени Lotus в качестве конструктора Формулы-1, впервые с 1994 года, когда исконная команда Team Lotus прекратила выступления в Формуле-1. Право на использование названия Lotus в 2010 году команда получила благодаря лицензии компании Proton, которой принадлежит бренд Lotus Cars.

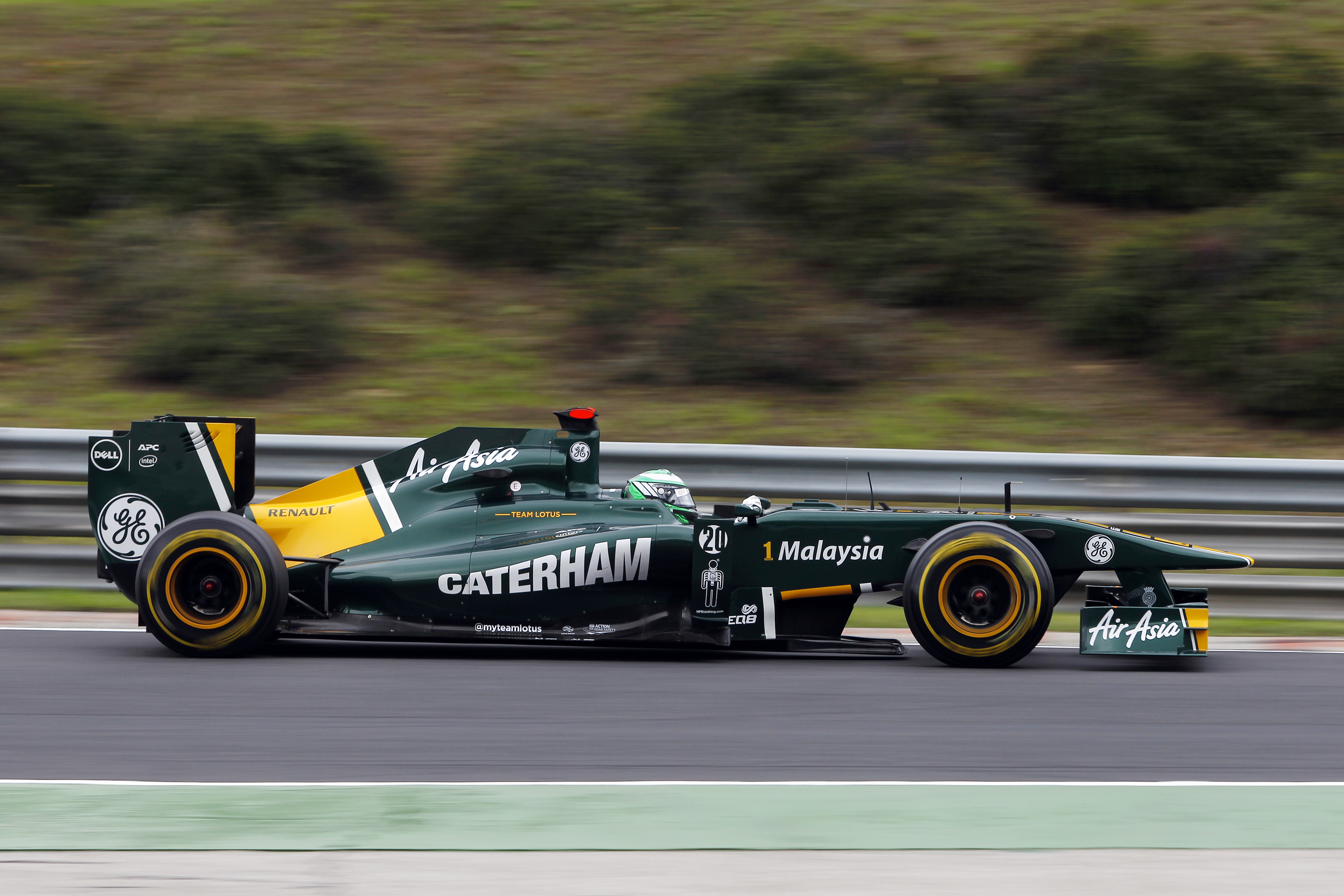
В 2011 году Тони Фернандес выкупил компанию-производитель спорткаров Caterman Cars; сначала логотип Caterham появился на машинах команды, а в конце сезона было объявлено о переименовании команды в Caterham F1 Team

В конце 2010 года автомобильная компания Lotus Cars решила вернуться в Формулу-1 в качестве титульного спонсора команды Renault. Следствием этого стали судебные тяжбы о праве использования имени Lotus в Формуле-1, продлившиеся весь сезон 2011 года. В середине сезона Тони Фернандес приобрёл компанию Caterham Cars, производящую автомобили Caterham 7 и позже объявил о переименовании гоночной команды в Caterham F1 Team. В конце сезона было объявлено, что компания Lotus стала единственным правообладателем имени Lotus в Формуле-1.
14 января, руководитель Lotus Тони Фернандес заявил что команда подписала контракт с первым пилотом, но не назвал его имени. Спустя месяц команда объявила пилотов на сезон 2010 года, которыми стали бывшие пилоты Toyota и McLaren: Ярно Трулли и Хейкки Ковалайнен. Малайзийский гонщик Файруз Фаузи был подтверждён в качестве тест и запасного пилота команды.
В ходе сезона 2010 года Тони Фернандес заявил, что работает над сменой названия команды Lotus Racing на историческое Team Lotus.
В 2012 году одним из ключевых партнёров команды Caterham F1 стал российский вертолётостроительный холдинг «Вертолёты России». В декабре 2012 года, в ходе своего визита на предприятия, принадлежащие Caterham Group, делегация «Вертолетов России» посетила главную базу команды Caterham F1, где состоялось личное знакомство генерального директора холдинга «Вертолеты России» Дмитрия Петрова и нового руководителя команды Caterham F1 Сирила Абитебула. Подводя итоги встречи Сирил Абитебул, в частности, заявил, что «общение было очень полезным и принесло пользу обеим сторонам».

## Конфликт вокруг бренда Lotus
См.также: Конфликт вокруг бренда Lotus

## Сезон 2010

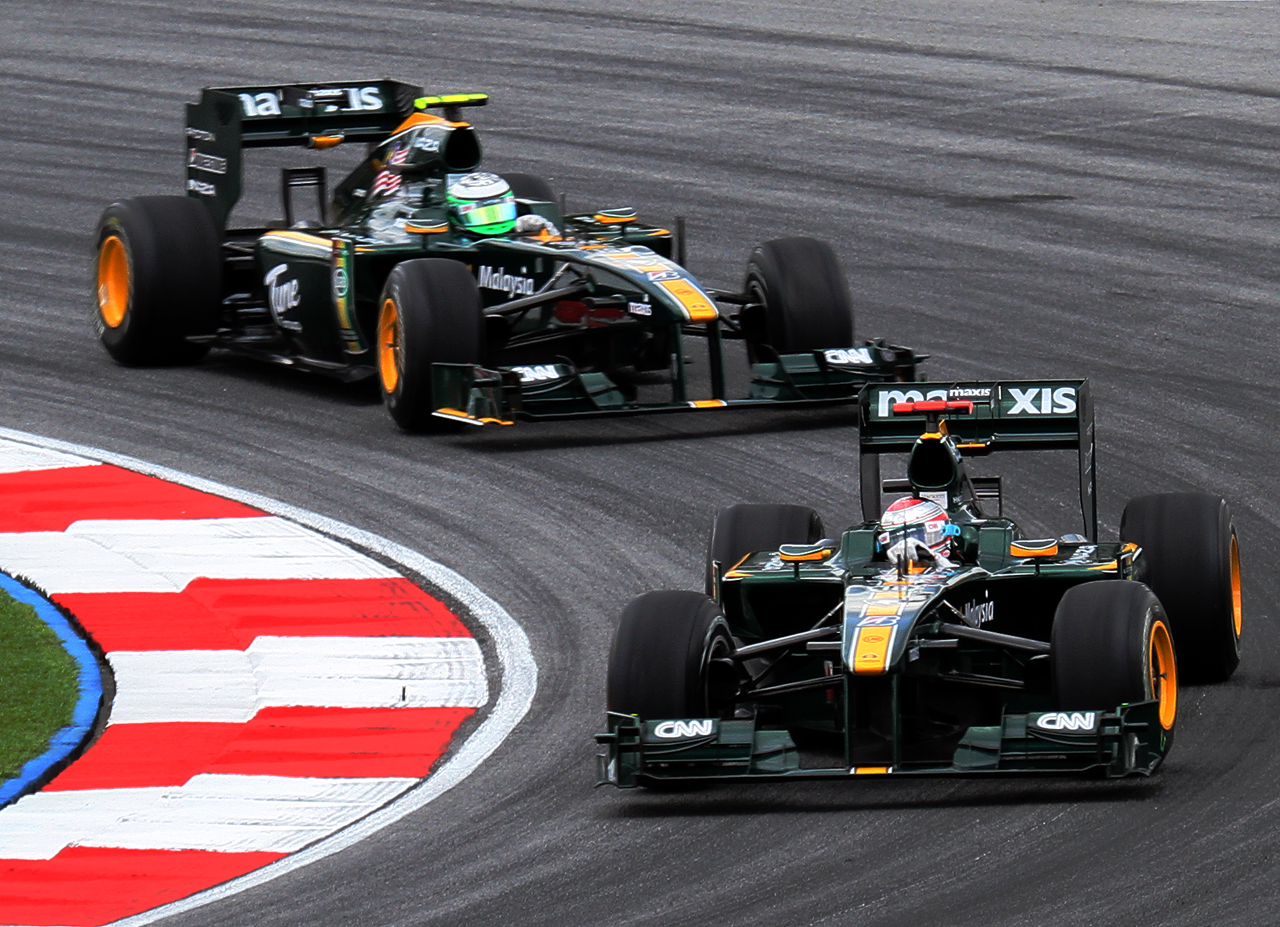
Болиды Lotus Racing на Гран-при Малайзии

После позднего допуска команды в чемпионат, который последовал после ухода команды BMW Sauber технический директор Майк Гаскойн сказал: «Я думаю, что новости о возвращении Lotus — это хорошие новости для спорта в целом и для меня в частности. Думаю, что это хорошо для Ф-1, потому что у этого названия большое наследие и традиции.» Так же он заявил что хотел бы посоперничать с дебютом Brawn GP и что болиды выйдут на старт сезона 2010 в Бахрейне.
Разработка болида-2010 стартовала поздно, из-за позднего подтверждения команды. Команда работает совместно с Fondtech над аэродинамикой, моторы будет поставлять компания Cosworth, а коробки передач Xtrac. В октябре 2009 было представлено первое фото нового болида. 17 ноября Майк Гаскойн и Тони Фернандес в совместном интервью сказали: «Мы чувствуем давление известного имени.». 7 января 2010 года Майк Гаскойн рассказал Autosport что шасси 2010 года будет готово к третьей серии зимних тестов в Хересе 17 февраля. Презентация шасси 2010 года, которое было названо T127 состоялась в Лондоне 12 февраля 2010 года.
Сезон 2010 года Lotus Racing закончили на 10 месте, став лучшими среди команд новичков сезона. На 2011 год Майк Гаскойн ставит целью борьбу в середине пелетона, с такими командами как Williams, Sauber и Force India.
24 сентября в Сингапуре руководитель и владелец конюшни «Лотус» Тони Фернандес подтвердил покупку прав на легендарное название Team Lotus. Таким образом, Lotus Racing в сезоне 2011 получила название Team Lotus.
Окончание 2010 года омрачено для команды разрывом отношений с Proton, и начавшимися спорами по поводу прав на имя «Lotus». Руководители компании Proton в декабре 2010 года объявили, что становятся титульным спонсором команды Renault F1 Team и с 2011 года будут называться Lotus Renault GP. В то же время Тони Фернадесу принадлежат права на имя Team Lotus и с 2011 года его Lotus Racing носит название Team Lotus Renault (с 2011 года Renault будут поставлять моторы команде Тони Фернадеса). Кроме того, оба Лотуса используют в раскраске своих болидов традиционные цвета исторической команды Team Lotus — Lotus Renault GP чёрно-золотые, а Team Lotus Фернандеса — зелёно-жёлтые.
27 мая 2011 Высокий суд Лондона постановил, что команда Тони Фернандеса Формулы 1 по-прежнему может называться Team Lotus. Сам Тони Фернандес написал в своем микроблоге на Twitter следующие строки:
«Мы победили. Я на седьмом небе: Team Lotus принадлежит нам. Наше шасси по-прежнему будет называться Lotus. Никто не может использовать это имя для маркировки шасси. Мы — единственная команда, по праву называющаяся Team Lotus»
Перед началом сезона Ричард Брэнсон заключил пари с Тони Фернандесом, по условиям которого проигравший отработает рейс в авиакомпании победителя в качестве стюардессы. Победителем считается тот, чья команда по итогам 2010 года окажется выше в кубке конструкторов.
Команда Ричарда Брэнсона Virgin в 2010 году в кубке конструкторов заняла последнее место, что означает, что Брэнсон проиграл пари Тони Фернандесу и ему предстояло отработать рейс в качестве стюардессы на борту самолёта принадлежащей Фернандесу авиакомпании AirAsia. Брэнсон обслужил рейс Лондон — Куала-Лумпур 1 мая 2011 года.

## Сезон 2011
31 января Team Lotus представили свой новый болид T128 на официальном сайте команды. А 2 февраля на предсезонных тестах в Валенсии Хейкки Ковалайнен впервые вывел болид на трассу.

## Сезон 2012

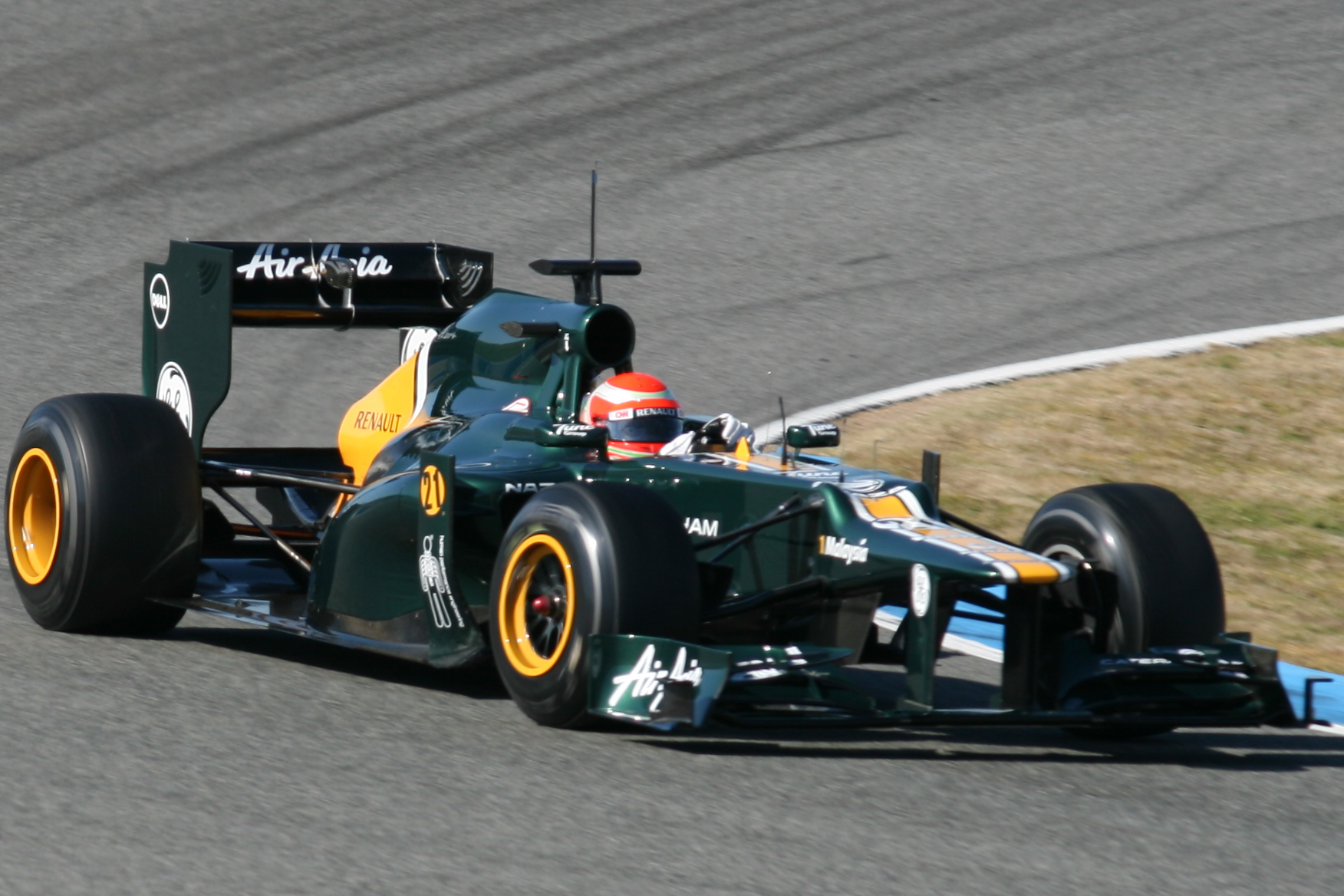
Ярно Трулли тестирует болид Caterham CT01. Февраль 2012 года. Испания, автодром «Херес»

В конце 2011 года основные пилоты команды Team Lotus Ярно Трулли и Хейкки Ковалайнен продлили свои контракты с Team Lotus (ныне Caterham F1 Team) на участие в сезоне 2012 года в качестве основных пилотов команды.
Официальная презентация Caterham CT01 — гоночного болида сезона 2012 года, состоялась 26 января 2012 года в интернете. В феврале в Испании прошли первые тесты нового болида на автодроме Херес.
4 февраля 2012 года команда Caterham F1 Team официально объявила о том, что нидерландский автогонщик Гидо ван дер Гарде стал тест-пилотом команды на сезон 2012 года.
17 февраля в интервью порталу F1News.Ru Оксана Косаченко, менеджер российского пилота Формулы-1 Виталия Петрова, заявила об успешном подписании годичного контракта между командой Caterham F1 Team и Виталием Петровым. В тот же день информация об этом была опубликована и на официальном сайте команды Caterham F1 Team. Петров заменил в команде Ярно Трулли.
Стартовая гонка сезона (Гран-при Австралии) сложилась для команды неудачно. Оба болида так и не смогли добраться до финиша. Виталий Петров сошёл с дистанции на 35-м круге, а Хейкки Ковалайнен на 39-м. Причина схода обоих болидов — проблемы с рулевым управлением.
Вторая гонка сезона («домашнее» для Caterham F1 Team Гран-при Малайзии) стала более успешной, чем дебютная. Оба пилота команды смогли добраться до финиша. Виталий Петров финишировал на 16-й позиции, а Хейкки Ковалайнен, несмотря на то, что он стартовал в гонке с последнего места (24-я стартовая позиция), занял в итоге 18-е место. Гран-при Малайзии стало для команды 40-м Гран-при за всю историю её выступлений в чемпионатах мира Формулы-1.
В шестой гонке сезона (Гран-при Монако) Хейкки Ковалайнен финишировал на 13-й позиции, что пока является лучшим финишным результатом команды в текущем сезоне. А лучшим финишем за всю историю участия команды в чемпионатах мира Формулы-1 является 12-е место на Гран-при Японии 2010 года, также завоёванное Хейкки Ковалайненом.
В восьмой гонке сезона (Гран-при Европы) Виталию Петрову удалось некоторое время находиться в очковой зоне — стартовав в гонке с 20-й позиции, на 41-м круге Петров поднялся на 10-ю позицию, где он находился до 44-го круга, когда его обошли Михаэль Шумахер и Марк Уэббер, чьи болиды имели заметное преимущество в скорости. На 47-м круге произошёл контакт болида Петрова с болидом Даниэля Риккардо — последний, при обгоне Виталия, задел своим болидом носовой обтекатель Caterham’а, полностью его разрушив. Из-за этого Петрову пришлось заезжать в боксы — на незапланированный 4-й пит-стоп. Вернувшись на трассу на 18-й позиции, Виталию Петрову удалось отвоевать перед финишем 5 мест — он финишировал в гонке на 13-й позиции.
Двенадцатый этап сезона — Гран-при Бельгии — стал для команды юбилейным: команда вышла на старт гонки в пятидесятый раз за свою историю. Оба болида команды смогли добраться до финиша — Виталий Петров финишировал на 14-й позиции, а Хейкки Ковалайнен — на 17-й позиции.
Во время гонки восемнадцатого этапа сезона (Гран-при Абу-Даби) шасси Caterham прошли свой 10 000-й гоночный километр.
По ходу заключительной гонки сезона (Гран-при Бразилии) обоим пилотам команды удалось временно находиться в очковой зоне: Петров занимал 7 позицию на 11 круге, а Ковалайнен был 6-м на 11 и 12 кругах. На финише гонки Ковалайнен занял 14-ю позицию, а Петров — 11-ю, которая и стала лучшим финишем команды за всю историю её выступлений в Формуле-1.
По итогам сезона 2012 года команда Caterham заняла 10-е место в кубке конструкторов. В личном зачёте пилотов — Виталий Петров занял 19 позицию, а Хейкки Ковалайнен стал 22-м.

## Сезон 2013

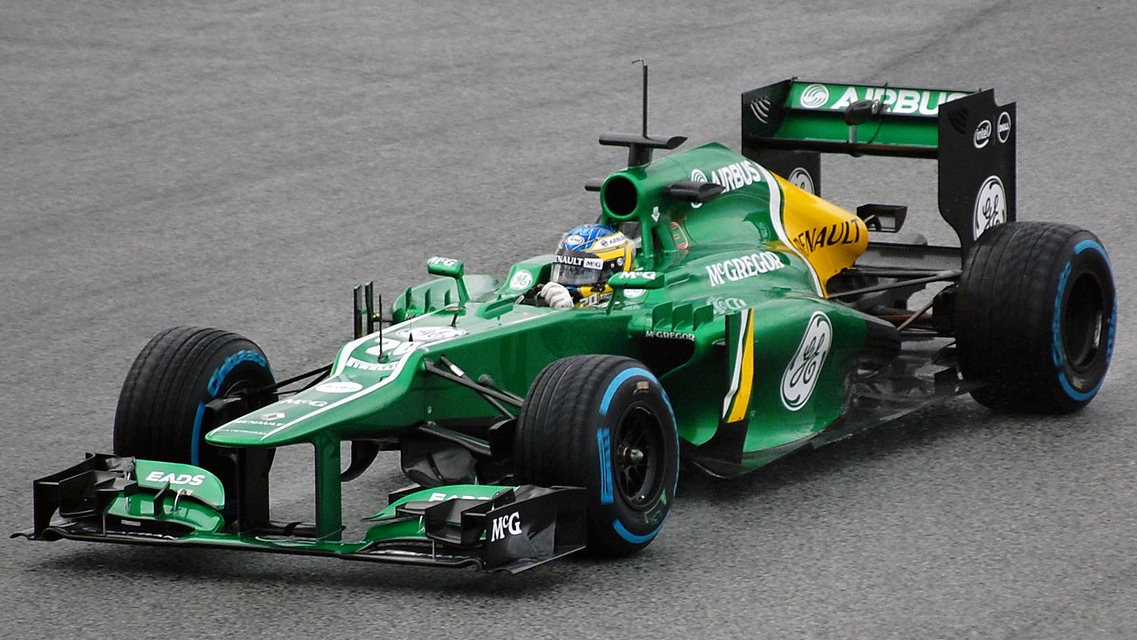
Шарль Пик тестирует болид Caterham CT03. Февраль 2013 года. Испания, автодром «Херес»

23 ноября 2012 года команда Caterham F1 объявила о подписании многолетнего контракта с действующем пилотом команды Marussia Шарлем Пиком, который станет одним из двух действующих пилотов команды Caterham F1 с сезона 2013 года. Место второго пилота команды долгое время оставалось вакантным, претендентами на него являлись: Хейкки Ковалайнен, Виталий Петров, Гидо ван дер Гарде, Бруно Сенна. По мнению авторитетного британского журналиста Джо Савара, проанализировавшего ситуацию, сложившуюся на рынке пилотов на начало декабря 2012 года, Виталий Петров, вероятнее всего, должен был остаться в команде. Журналист мотивировал свою точку зрения тем, что Петров финишировал 11-м в Сан-Паулу и это позволило команде по итогам сезона занять 10-е место в кубке конструкторов. Благодаря такой итоговой позиции в кубке конструкторов команда получила в свой бюджет дополнительные 10 млн долларов США от FIA — в качестве призовых. Кроме того, по сведениям, которыми располагал Джо Савар (не раскрывший их источника), Виталий Петров заручился поддержкой спонсоров на сумму около 12 млн долларов. Однако этот прогноз так и не подтвердился — новый контракт с Виталием Петровым не был заключён.
1 февраля 2013 года место второго действующего пилота команды обрело своего законного владельца — команда объявила о подписании годичного контракта со своим резервным пилотом Гидо ван дер Гарде. Виталий Петров — теперь уже бывший пилот команды, обратился к болельщикам со страниц своего официального сайта, где, в частности, поблагодарил всех за поддержку, и заявил о намерении принять участие в гонках Формулы-1 сезона 2014 года.
5 февраля 2013 года на испанском автодроме «Херес» состоялась презентация нового болида Caterham CT03, специально построенного для участия в гонках Формулы-1 сезона 2013 года. Презентация была приурочена к началу предсезонных тестов Формулы-1 и стартовала за 15 минут до старта первых тестовых заездов. Чести снять покрывало с нового болида были удостоены действующие пилоты команды — Шарль Пик и Гидо ван дер Гарде.
Второй Гран-при сезона, который прошёл в Малайзии, стал для команды юбилейным, шестидесятым. Как и в дебютной гонке сезона, которая прошла в Австралии, оба пилота сумели добраться до финиша: Шарль Пик финишировал на 14-й позиции, сразу следом за ним - Гидо ван дер Гарде. По прошествии двух этапов, этот финиш является лучшим результатом команды в текущем сезоне.

## Сезон 2014
Контракт на сезон 2014 был подписан с Камуи Кобаяси и Маркусом Эрикссоном. Команда перешла на моторы Renault, так как компания Cosworth отказалось от разработки турбомоторов из-за дороговизны. Однако владельцы были недовольны началом сезона, и в результате 9 мая 2014 был уволен технический директор Caterham Марк Смит. После Гран-при Монако, когда основные соперники Caterham из команды Marussia заработали первые в своей истории очки, появились слухи о том, что Тони Фернандес может продать команду.
В конечном итоге эти слухи нашли подтверждение, и 2 июля 2014 Тони Фернандес объявил о продаже Caterham некоему консорциуму арабских инвесторов. Руководителем команды в тот же вечер был назначен Кристиан Альберс — бывший гонщик Формулы 1, выступавший в 2005—2007 годах за Minardi и Spyker, протеже кризисного менеджера Колина Коллеса. Затем в команде наступил кризис — начались сокращения персонала, из-за невыплаты спонсорских взносов пропустил Гран-при Бельгии Камуи Кобаяси. Вместо него за руль сел участник гонок на выносливость Андре Лоттерер. Впрочем, его единственным достижением в Caterham стала выигранная у Маркуса Эрикссона квалификация, потому что силовая установка дала сбой на первом же круге гонки.
7 сентября 2014 вместо Кристиана Альберса руководителем назначен Манфреди Ровето. Однако ситуацию не удалось переломить и ему, и 20 октября в команде было введено внешнее управление. Из-за спора между Тони Фернандесом — владельцем Caterham Group Ltd. и неназванным арабским консорциумом, которому была продана гоночная команда, машины и оборудование не смогли покинуть базу в Лифилде. В результате Caterham пропустила Гран-при США и Гран-при Бразилии. Однако кризисный управляющий Финбар О'Коннел объявил краудфандинг (сбор средств через пожертвования болельщиков), и команда в Абу-Даби приехала. За время, пока кризисные управляющие команды пытались приехать в Абу-Даби, с ними расторг соглашение Маркус Эрикссон. Вместо него на один уик-энд был приглашен Уилл Стивенс.
Естественно, в такой обстановке спортивные результаты оставляли желать лучшего. Лучшим местом Камуи Кобаяси стала 13-я позиция на Гран-при Малайзии — втором этапе сезона.
Второй пилот Маркус Эрикссон завоевал 11-е место в Монако, что стало повторением лучшего результата Caterham за всю её историю. До Эриксона 11 место команде принес Виталий Петров на Гран-при Бразилии 2012 года.
Заменивший Эриксона в Абу-Даби Уилл Стивенс приехал 17-м, а Андре Лоттерер сошёл на первом круге Гран-при Бельгии.
В середине марта 2015 имущество Caterham было продано с аукциона, а команда прекратила своё существование.

## Результаты выступлений в Формуле-1
| Легенда к таблице |                                                                    |
| --- | ------------------------------------------------------------------ |
| В таблице перечислены результаты всех Гран-при Формулы-1, в которых принимала участие команда. Строками таблицы являются сезоны, столбцами — этапы чемпионата мира. В каждой клетке указаны сокращённое название этапа и результаты гонщиков команды, дополнительно обозначенные цветом. Расшифровка обозначений и цветов представлена в нижеследующей таблице. |                                                                    |
| \| Пример \| Описание \| \| ------------ \| ------------------------------------------------------------------ \| \| 1 \| Победитель \| \| 2 \| Второе место \| \| 3 \| Третье место \| \| 5 \| Финишировал, заработав очки \| \| Сход \| Не финишировал, но при этом заработал очки \| \| 12 \| Финишировал, не получив очков \| \| НКЛ \| Финишировал, но не попал в финальную классификацию \| \| 15 \| Участвовал вне зачёта, либо по отдельной классификации \| \| 18 \| Не финишировал, но попал в финальную классификацию \| \| Сход \| Не финишировал \| \| НКВ \| Не прошёл квалификацию \| \| НПКВ \| Не прошёл предквалификацию \| \| ДСК \| Дисквалифицирован \| \| ИСК \| Исключён из протокола соревнований \| \| ТТ \| Заявлен для участия только в тренировках \| \| НС \| Участвовал в квалификации, но не стартовал в гонке \| \| Т \| Травмирован или болен \| \| ОТК \| Отказ от участия \| \| НТР \| Прибыл на соревнования, но на трассу не выезжал \| \| НПР \| Был заявлен в числе участников, но не прибыл к началу соревнований \| \| О \| Соревнования отменены \| \| \| Не участвовал \| \| Поул-позиция \| \| \| Быстрый круг \| \| |                                                                    |
| Пример | Описание                                                           |
| 1 | Победитель                                                         |
| 2 | Второе место                                                       |
| 3 | Третье место                                                       |
| 5 | Финишировал, заработав очки                                        |
| Сход | Не финишировал, но при этом заработал очки                         |
| 12 | Финишировал, не получив очков                                      |
| НКЛ | Финишировал, но не попал в финальную классификацию                 |
| 15 | Участвовал вне зачёта, либо по отдельной классификации             |
| 18 | Не финишировал, но попал в финальную классификацию                 |
| Сход | Не финишировал                                                     |
| НКВ | Не прошёл квалификацию                                             |
| НПКВ | Не прошёл предквалификацию                                         |
| ДСК | Дисквалифицирован                                                  |
| ИСК | Исключён из протокола соревнований                                 |
| ТТ | Заявлен для участия только в тренировках                           |
| НС | Участвовал в квалификации, но не стартовал в гонке                 |
| Т | Травмирован или болен                                              |
| ОТК | Отказ от участия                                                   |
| НТР | Прибыл на соревнования, но на трассу не выезжал                    |
| НПР | Был заявлен в числе участников, но не прибыл к началу соревнований |
| О | Соревнования отменены                                              |
| | Не участвовал                                                      |
| Поул-позиция |                                                                    |
| Быстрый круг |                                                                    |

| Сезон | Шасси         | Двигатель                       | Ш | Гонщики            | 1    | 2    | 3    | 4    | 5    | 6    | 7    | 8    | 9    | 10   | 11   | 12   | 13   | 14   | 15   | 16   | 17   | 18   | 19   | 20  | Очки | КК |
| ----- | ------------- | ------------------------------- | - | ------------------ | ---- | ---- | ---- | ---- | ---- | ---- | ---- | ---- | ---- | ---- | ---- | ---- | ---- | ---- | ---- | ---- | ---- | ---- | ---- | --- | ---- | -- |
| 2010  | Lotus T127    | Cosworth CA2010 V8              | B |                    | БАХ  | АВС  | МАЛ  | КИТ  | ИСП  | МОН  | ТУР  | КАН  | ЕВР  | ВЕЛ  | ГЕР  | ВЕН  | БЕЛ  | ИТА  | СИН  | ЯПО  | КОР  | БРА  | АБУ  |     | 0    | 10 |
| 2010  | Lotus T127    | Cosworth CA2010 V8              | B | Ярно Трулли        | 17   | НС   | 17   | Сход | 17   | 15   | Сход | Сход | 21   | 16   | Сход | 15   | 19   | Сход | Сход | 13   | Сход | 19   | 21   |     | 0    | 10 |
| 2010  | Lotus T127    | Cosworth CA2010 V8              | B | Хейкки Ковалайнен  | 15   | 13   | Сход | 14   | НС   | Сход | Сход | 16   | Сход | 17   | Сход | 14   | 16   | 18   | 16   | 12   | 13   | 18   | 17   |     | 0    | 10 |
| 2010  | Lotus T127    | Cosworth CA2010 V8              | B | Файруз Фаузи       |      |      | тест |      |      |      |      |      |      | тест | тест |      |      |      | тест |      |      |      | тест |     | 0    | 10 |
| 2011  | Lotus T128    | Renault RS27-2011 V8            | P |                    | АВС  | МАЛ  | КИТ  | ТУР  | ИСП  | МОН  | КАН  | ЕВР  | ВЕЛ  | ГЕР  | ВЕН  | БЕЛ  | ИТА  | СИН  | ЯПО  | КОР  | ИНД  | АБУ  | БРА  |     | 0    | 10 |
| 2011  | Lotus T128    | Renault RS27-2011 V8            | P | Хейкки Ковалайнен  | Сход | 15   | 16   | 19   | Сход | 14   | Сход | 19   | Сход | 16   | Сход | 15   | 13   | 16   | 18   | 14   | 14   | 17   | 16   |     | 0    | 10 |
| 2011  | Lotus T128    | Renault RS27-2011 V8            | P | Ярно Трулли        | 13   | Сход | 19   | 18   | 18   | 13   | 16   | 20   | Сход |      | Сход | 14   | 14   | Сход | 19   | 17   | 19   | 18   | 18   |     | 0    | 10 |
| 2011  | Lotus T128    | Renault RS27-2011 V8            | P | Карун Чандхок      | тест |      |      | тест |      |      |      | тест | тест | 20   |      | тест | тест |      | тест | тест | тест |      |      |     | 0    | 10 |
| 2011  | Lotus T128    | Renault RS27-2011 V8            | P | Давиде Вальсекки   |      | тест |      |      |      |      |      |      |      |      |      |      |      |      |      |      |      |      |      |     | 0    | 10 |
| 2011  | Lotus T128    | Renault RS27-2011 V8            | P | Луис Разия         |      |      | тест |      |      |      |      |      |      |      |      |      |      |      |      |      |      |      | тест |     | 0    | 10 |
| 2012  | Caterham CT01 | Renault RS27-2012 V8            | P |                    | АВС  | МАЛ  | КИТ  | БАХ  | ИСП  | МОН  | КАН  | ЕВР  | ВЕЛ  | ГЕР  | ВЕН  | БЕЛ  | ИТА  | СИН  | ЯПО  | КОР  | ИНД  | АБУ  | США  | БРА | 0    | 10 |
| 2012  | Caterham CT01 | Renault RS27-2012 V8            | P | Хейкки Ковалайнен  | Сход | 18   | 23   | 17   | 16   | 13   | 18   | 14   | 17   | 19   | 17   | 17   | 14   | 15   | 15   | 17   | 18   | 13   | 18   | 14  | 0    | 10 |
| 2012  | Caterham CT01 | Renault RS27-2012 V8            | P | Виталий Петров     | Сход | 16   | 18   | 16   | 17   | Сход | 19   | 13   | НС   | 16   | 19   | 14   | 15   | 19   | 17   | 16   | 17   | 16   | 17   | 11  | 0    | 10 |
| 2013  | Caterham CT03 | Renault RS27-2013 V8            | P |                    | АВС  | МАЛ  | КИТ  | БАХ  | ИСП  | МОН  | КАН  | ВЕЛ  | ГЕР  | ВЕН  | БЕЛ  | ИТА  | СИН  | КОР  | ЯПО  | ИНД  | АБУ  | США  | БРА  |     | 0    | 11 |
| 2013  | Caterham CT03 | Renault RS27-2013 V8            | P | Шарль Пик          | 16   | 14   | 16   | 17   | 17   | Сход | 18   | 15   | 17   | 15   | Сход | 17   | 19   | 14   | 18   | Сход | 19   | 20   | Сход |     | 0    | 11 |
| 2013  | Caterham CT03 | Renault RS27-2013 V8            | P | Гидо ван дер Гарде | 18   | 15   | 18   | 21   | Сход | 15   | Сход | 18   | 18   | 14   | 16   | 18   | 16   | 15   | Сход | Сход | 18   | 19   | 18   |     | 0    | 11 |
| 2013  | Caterham CT03 | Renault RS27-2013 V8            | P | Хейкки Ковалайнен  |      |      |      | тест | тест |      |      |      |      |      | тест | тест |      |      | тест |      | тест |      |      |     | 0    | 11 |
| 2013  | Caterham CT03 | Renault RS27-2013 V8            | P | Александр Росси    |      |      |      |      |      |      | тест |      |      |      |      |      |      |      |      |      |      | тест |      |     | 0    | 11 |
| 2014  | CT05          | Renault Energy F1-2014 1.6 V6 t | P |                    | АВС  | МАЛ  | БАХ  | КИТ  | ИСП  | МОН  | КАН  | АВТ  | ВЕЛ  | ГЕР  | ВЕН  | БЕЛ  | ИТА  | СИН  | ЯПО  | РОС  | США  | БРА  | АБУ  |     | 0    | 11 |
| 2014  | CT05          | Renault Energy F1-2014 1.6 V6 t | P | Маркус Эрикссон    | Сход | 14   | Сход | 20   | 20   | 11   | Сход | 18   | Сход | 18   | Сход | 18   | 19   | 15   | 17   | 19   |      |      |      |     | 0    | 11 |
| 2014  | CT05          | Renault Energy F1-2014 1.6 V6 t | P | Камуи Кобаяси      | Сход | 13   | 15   | 18   | Сход | 13   | Сход | 16   | 15   | 16   | Сход |      | 17   | НС   | 19   | Сход |      |      | Сход |     | 0    | 11 |
| 2014  | CT05          | Renault Energy F1-2014 1.6 V6 t | P | Андре Лоттерер     |      |      |      |      |      |      |      |      |      |      |      | Сход |      |      |      |      |      |      |      |     | 0    | 11 |
| 2014  | CT05          | Renault Energy F1-2014 1.6 V6 t | P | Уилл Стивенс       |      |      |      |      |      |      |      |      |      |      |      |      |      |      |      |      |      |      | 17   |     | 0    | 11 |